# Carl Oelemann
Carl Oelemann (* 10. Mai 1886 in Lage; † 16. Juli 1960 in Bad Nauheim) war ein deutscher Arzt, ärztlicher Standespolitiker und Präsident der Bundesärztekammer (1947–1949).

## Leben und Wirken
Carl Oelemann wurde am 10. Mai 1886 in Lage (Westfalen) geboren. Er studierte an den Universitäten Halle, Kiel, Berlin, München Medizin. Seit dem Studium war er Mitglied der Burschenschaft Alemannia auf dem Pflug Halle (heute Burschenschaft der Pflüger Halle zu Münster). 1914 ließ er sich als Praktischer Arzt in Lampertheim an der Bergstraße nieder. 1925 wurde er Mitglied der Ärztekammer des Volksstaates Hessen und Schriftleiter des Hessischen Ärzteblattes. 1928 ließ sich Oelemann als Badearzt in Bad Nauheim nieder. Im Jahr 1930 wurde er Schriftleiter des Hessischen Ärzteblattes. Nach der nationalsozialistischen Machtergreifung in Auseinandersetzung mit Funktionären des NS-Ärztebundes. Dies hatte im September 1933 die Einstellung des Hessischen Ärzteblattes zur Folge.
Seit Oktober 1945 war Oelemann, der durch keinerlei Mitgliedschaft in NS-Organisationen belastet war, mit der Leitung der Ärztekammer für die Provinz Oberhessen betraut. 1946 war er an der Errichtung der Arbeitsgemeinschaft der westdeutschen Ärztekammern (später Bundesärztekammer) beteiligt, deren Präsident er von 1947 bis 1949 war. 1949 übernahm Oelemann erneut die Schriftleitung des wieder erscheinenden Hessischen Ärzteblattes. Von 1946 bis 1956 war er Präsident der Ärzteschaft Groß-Hessens. In dieser Funktion war er maßgeblich an der Etablierung der Landesärztekammer Hessens uns deren Eintragung als Körperschaft öffentlichen Rechts beteiligt. Für seine Verdienste um das Ansehen des Arztberufs erhielt Oelemann im Jahr 1956 die Paracelsus-Medaille, die höchste Auszeichnung der deutschen Ärzteschaft.
In Erinnerung an Carl Oelemann gründete die Landesärztekammer Hessen 1974 die Carl-Oelemann-Schule zur Aus- und Fortbildung von Medizinischen Fachangestellten in Bad Nauheim.

## Ehrungen
- Ehrenpräsident der Landesärztekammer Hessen
- Ehrenvorsitzender der Kassenärztlichen Vereinigung Hessen
- Ehrenbürger der Justus-Liebig-Universität Gießen
- Paracelsus-Medaille der Deutschen Ärzteschaft 1956[5]
- Bundesverdienstkreuz 1. Klasse 1953